# Achatinella casta
Achatinella casta е изчезнал вид коремоного от семейство Achatinellidae.

## Разпространение
Този вид е бил ендемичен за хавайския остров Оаху.